# Кіокіа (Гаваї)
Кіокіа (англ. Keokea) — переписна місцевість (CDP) в США, в окрузі Мауї штату Гаваї. Населення — 2199 осіб (2020).

## Географія
Кіокіа розташована за координатами 20°43′16″ пн. ш. 156°21′45″ зх. д. / 20.72111° пн. ш. 156.36250° зх. д. (20.721034, -156.362444).  За даними Бюро перепису населення США в 2010 році переписна місцевість мала площу 47,52 км², уся площа — суходіл.

## Демографія
Згідно з переписом 2010 року, у переписній місцевості мешкало 1612 осіб у 544 домогосподарствах у складі 384 родин. Густота населення становила 34 особи/км².  Було 619 помешкань (13/км²).
Расовий склад населення:
| - 29,0 % — білих - 25,6 % — вихідців з тихоокеанських островів - 8,7 % — азіатів - 0,7 % — чорних або афроамериканців - 0,6 % — корінних американців |

До двох чи більше рас належало 34,7 %. Частка іспаномовних становила 8,4 % від усіх жителів.
За віковим діапазоном населення розподілялося таким чином: 26,2 % — особи молодші 18 років, 62,5 % — особи у віці 18—64 років, 11,3 % — особи у віці 65 років та старші. Медіана віку мешканця становила 38,7 року. На 100 осіб жіночої статі у переписній місцевості припадало 93,5 чоловіків;  на 100 жінок у віці від 18 років та старших — 96,9 чоловіків також старших 18 років.
Середній дохід на одне домашнє господарство  становив 81 883 долари США (медіана — 71 319), а середній дохід на одну сім'ю — 90 025 доларів (медіана — 75 179). Медіана доходів становила 48 542 долари для чоловіків та 35 114 долари для жінок. За межею бідності перебувало 11,5 % осіб, у тому числі 14,7 % дітей у віці до 18 років та 21,4 % осіб у віці 65 років та старших.
Цивільне працевлаштоване населення становило 895 осіб. Основні галузі зайнятості: освіта, охорона здоров'я та соціальна допомога — 17,5 %, роздрібна торгівля — 12,1 %, будівництво — 11,5 %, мистецтво, розваги та відпочинок — 11,4 %.